# Mesquita (Rio de Janeiro)
Mesquita ist ein Municipio im brasilianischen Bundesstaat Rio de Janeiro. Bis 1999 war Mesquita Teil von Nova Iguaçu. Die Bevölkerung wurde zum 1. Juli 2016 auf 171.020 Einwohner geschätzt.

## Geographie
Mesquita hat eine Fläche von 41,471 km² (2016) und gehört zu Metropolregion Rio de Janeiro. Auf dem Gebiet des Munizips liegt ein Vulkankrater sowie ein Rest der Mata Atlântica.
Die benachbarten Munizips sind Belford Roxo, Nilópolis, Nova Iguaçu, Rio de Janeiro und São João de Meriti.

## Geschichte
Mesquita wurde erst nach langem Rechtsstreit am 25. September 1999 selbständig. Davor bildete der heutige município einen Bezirk von Nova Iguaçu. Sie ist die jüngste Stadt in der als Baixada Fluminense bekannten Region. Benannt wurde der Ort nach Jerônimo Roberto de Mesquita, dem zweiten Baron Mesquita.

## Gliederung
Mesquita besteht aus folgenden Bairros:
- Centro de Mesquita
- Banco de Areia
- Chatuba
- Cosmorama
- Edson Passos
- Jacutinga
- Juscelino
- Rocha Sobrinho
- Santa Terezinha
- Santo Elias
- Vila Emil
- Coréia